# Markranstädt
Markranstädt é um município da Alemanha, situado no distrito de Leipzig, no estado da Saxônia. Tem 58,27 km² de área, e sua população em 2019 foi estimada em 15.781 habitantes.